# Ignacy Chmieleński
Ignacy Chmieleński (1837-1871), est un homme politique polonais du XIXe siècle, chef du gouvernement national provisoire pendant l'insurrection de janvier. Il est le frère de Zygmunt Chmieleński (pl).

## Sources
- (pl) Cet article est partiellement ou en totalité issu de l’article de Wikipédia en polonais intitulé « Ignacy Chmieleński » (voir la liste des auteurs).